# Bluffton, Indiana
Bluffton är en stad (city) i Wells County, i delstaten Indiana, USA. Enligt United States Census Bureau har staden en folkmängd på 9 929 invånare (2011) och en landarea på 21,3 km². Bluffton är huvudort i Wells County.